# Marcin Pakosz
Marcin Pakosz pseud. Krajewski, Zagraniczny (ur. 19 września 1874 w Krzeczowicach w powiecie przeworskim, zm. 8 czerwca 1930 w Charkowie) – działacz SDKPiL, rewolucjonista, z zawodu snycerz.

## Życiorys
Syn małorolnego chłopa Jana i Marii z d. Bury. Uczył się snycerstwa w szkole rzemieślniczej, następnie odbył służbę w austriackiej armii (1897–1900). Od 1902 pracował w Warszawie, gdzie zetknął się z ruchem socjalistycznym i w 1903 wstąpił na krótko do PPS, a 1903/1904 do SDKPiL, w której był agitatorem i kolporterem. Uczestnik rewolucji 1905; został wówczas członkiem Zarządu SDKPiL Dzielnicy Mokotów. Brał udział w rozmowach z Warszawskim Komitetem Robotniczym PPS w czerwcu 1905 z ramienia Komitetu Warszawskiego SDKPiL, wkrótce został na 3 miesiące aresztowany wraz z Feliksem Dzierżyńskim i innymi uczestnikami warszawskiej konferencji międzydzielnicowej SDKPiL. W czerwcu 1906 jako delegat organizacji warszawskiej brał udział w V Zjeździe SDKPiL w Zakopanem, wkrótce został delegatem na V Zjazd SDPRR, w którym jednak nie wziął udziału z powodu nieznajomości rosyjskiego. W 1907 brał udział w agitacji przedwyborczej do Dumy Państwowej, za co został aresztowany i wydalony z granic Kraju Nadwiślańskiego. W 1908 przez kilka miesięcy działał w Zagłębiu Dąbrowskim, następnie ponownie w Warszawie. Po kolejnym aresztowaniu, 1908–1909 przebywał na zesłaniu w guberni orenburskiej, skąd zbiegł. W 1912 powrócił do działalności z SDKPiL, współpracował z Feliksem Dzierżyńskim, a w kwietniu 1913 przewodniczył posiedzeniu Komitetu Warszawskiego SDKPiL, podczas którego został ponownie aresztowany i osadzony w X Pawilonie Cytadeli Warszawskiej, skąd w sierpniu 1914, po wybuchu wojny, został ewakuowany w głąb Rosji. W lutym 1917 uwolniony przez rewolucję z moskiewskiego więzienia na Tagance, w listopadzie 1917 został sekretarzem sekcji SDKPiL przy Moskiewskim Komitecie partii bolszewickiej. 26 maja 1918 został wybrany do 7-osobowej egzekutywy moskiewskiej grupy SDKPiL, a w czerwcu 1918 wstąpił do Zachodniej Dywizji Strzelców. 16 sierpnia 1918 został sekretarzem Komitetu Dywizyjnego RKP(b), 13 września 1918 - komisarzem politycznym 3 Siedleckiego Pułku Strzelców, a w styczniu 1919 Rewolucyjnego Czerwonego Pułku Warszawskiego. W marcu 1919 został komisarzem 1 Warszawskiego Pułku Strzelców (do czerwca 1919), a następnie przewodniczącym Rewolucyjnego Trybunału Wojskowego Zachodniej Dywizji Strzelców (potem przemianowanej na 52 dywizję strzelców). Uczestnik walk z wojskami Piotra Krasnowa i Piotra Wrangla Od 1921 kierownik Biura Polskiego przy Gubernialnym Komitecie WKP(b) (którego był członkiem), a od 1923 do śmierci sekretarzem organizacji WKP(b) w Marchlewsku i członkiem Rejonowego Komitetu WKP(b).